# تونا (زاز الغربي)
تونا (بالفارسية: تونا) هي قرية تقع في إيران في قسم زاز الغربي الریفي. يقدر عدد سكانها بـ 49 نسمة بحسب إحصاء 2016.